# 顧達 (成化進士)
顧達（1438年—？），字存道，直隸大河衛軍籍，蘇州府崇明縣人，明朝政治人物。進士出身。

## 生平
早年出身淮安府學生，成化十年（1474年）甲午科應天府鄉試第一百十八名。成化十四年（1478年）戊戌科會試第二百四十八名，殿試登進士第三甲第六十一名。

## 家族
曾祖父顧行十。祖父顧子忠。父亲顧文學。母谷氏。永感下。弟进、遜。娶朱氏，繼娶李氏、寧氏。